# Wasa (linjeskepp)
Det har funnits flera svenska örlogsfartyg med namnet Wasa, se: Vasa (olika betydelser)
Wasa, officiellt HM Skepp Wasa, var ett linjeskepp i svenska Kungliga flottan, byggt i Karlskrona 1778 efter Fredrik Henrik af Chapmans ritning. Deltog i 1788–1790 års sjötåg under Gustav III:s ryska krig. Försålt 1803 men återköpt 1808 och ombyggt till 50-kanonskepp. Slopat 1827.
Svenska Ostindiska Companiet utnyttjade Wasa för resan till Kanton 1803–1805. Besättningen minskades då från 556 man till 167 man. Skeppet återköptes av flottan 1808 efter sin enda resa med Ostindiska kompaniet. Wasa sänktes 1836 i Djupasunds spärranläggningar i Karlskrona som en del av Vrakkyrkogården vid Ekenabben.

## Konstruktion
Wasa är ett typexempel på många av Chapmans nydanande idéer. Sverige byggde vid den här tiden sin krigsmakt på ett nära samarbete mellan dess olika grenar, armén, artilleriet och flottan. Därför efterfrågades en fartygstyp som var slagkraftig nog att utkämpa de långdragna artilleridueller i slaglinje som var dåtidens praxis, men också kunde medverka som understöd i kustnära operationer och landstigningar.
Chapmans idé var ett fartyg som trots sin ringa storlek kunde leverera stor eldkraft. Ett mindre fartyg har fördelarna att det är grundgående och kan navigera med större frihet samt att det minskade vattenmotståndet ger högre manöverduglighet och hastighet. Den låga höjden reducerar också avdriften, vilket hjälper fartyget att hålla formationen i en slaglinje samt presenterar ett mindre mål för fienden att beskjuta.
Resultatet blev en två-däckare med plats för 60 kanoner. Mer traditionellt byggda linjeskepp vid den här tiden förde oftast 74 kanoner i tre däck och för att kunna mäta sig med dessa gav man skeppet en väldigt kraftig bestyckning om 36- och 24-pundiga kanoner. Chapman satsade också på att uppnå hög styvhet, med fullt segelställ lutade skeppet inte mer än tio grader vid sex-sju sekundmeter. Med ett dessutom högt placerat nedre kanondäck hade fartygstypen ett stort övertag i hård vind och hög sjö.
Konstruktionen mötte dock viss kritik av flottan då det övre kanondäcket var i princip helt oskyddat, och man ansåg inte att fartyget skulle kunna motstå den många timmars lång beskjutning, som dåtidens sjöslag innebar.

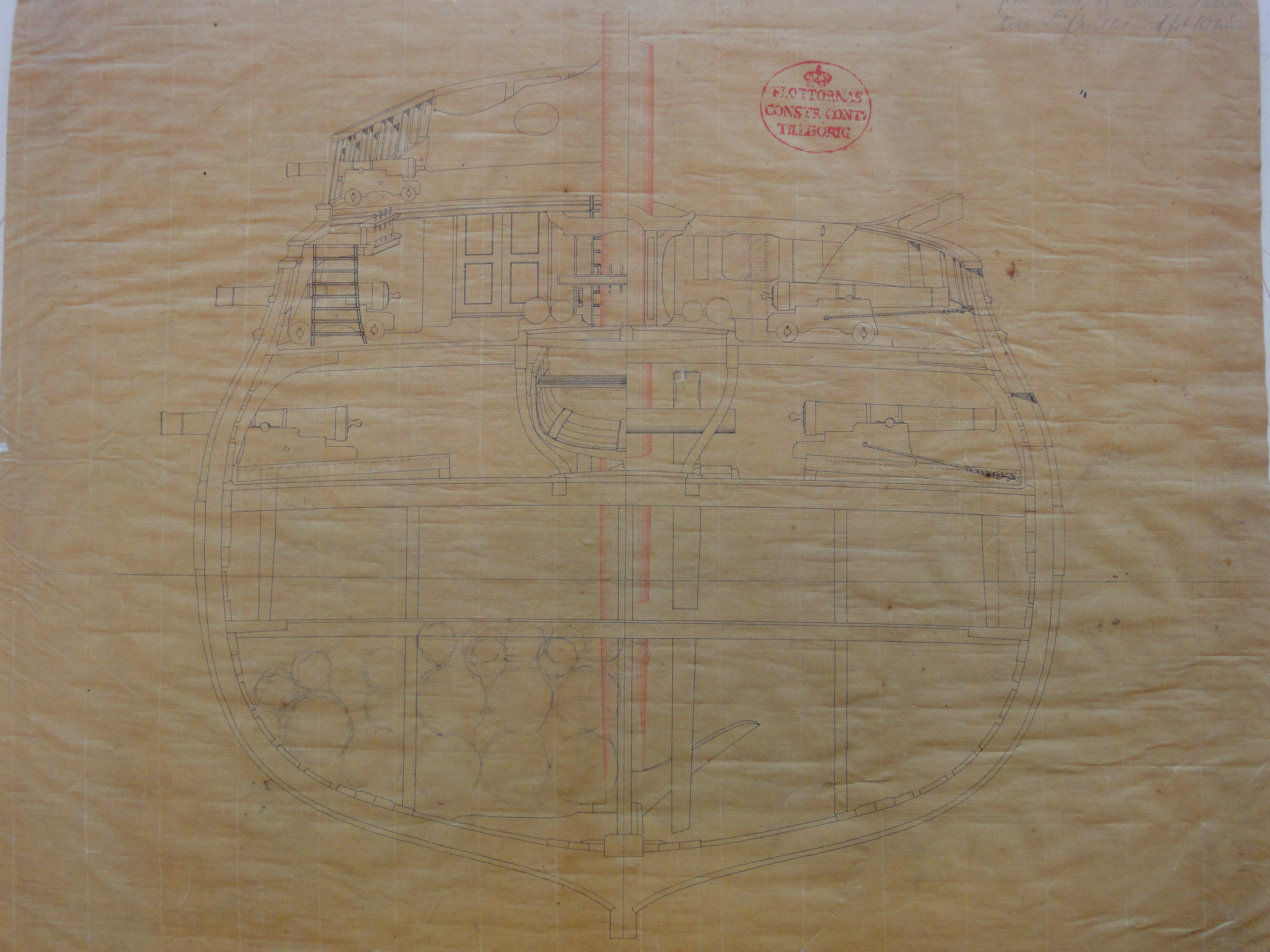
Fotografi av ett tvärsnitt av linjeskeppet Vasa, originalritning från krigsarkivets samlingar.
Komplett ritning av Wasa.

## Befälhavare
- 1788: Baltzar Filip Horn af Rantzien som dör under Slaget vid Hogland men som ger Per Gustaf Lagerstråle befälet med orden Du skall svara mig inför Gud, om du stryker flagg.
- 1788–1789: Georg Samuel von Gegerfelt

## Serieproduktion
Wasa vann över Sheldons Sofia Magdalena vid provseglingen (om ändock med liten marginal) och fartyget blev flottans standardtyp för många år framåt. En order om tio linjeskepp placerades och byggdes mellan 1782 och 1785. För att blidka flottan gjordes dessa skepp något större och kraftigare med utökat skydd för det övre kanondäcket samt gavs en ökad bestyckning om 64 kanoner. Dessa fartyg är:
- Kronprins Gustaf Adolf
- Fäderneslandet
- Ömheten
- Rättvisan
- Dygden
- Äran
- Försiktigheten
- Dristigheten
- Manligheten
- Tapperheten